# Violeta Chamorro
Violeta Barrios Torres (Rivas (Nicaragua), 18 de octubre de 1929-San José (Costa Rica), 14 de junio de 2025), más conocida como Violeta Barrios de  Chamorro o Violeta Chamorro, fue una periodista y política nicaragüense que se desempeñó como presidenta de Nicaragua desde el 25 de abril de 1990 hasta el 10 de enero de 1997. Fue la primera mujer en el continente americano en ser electa al cargo de presidenta de la república. Fue la tercera mujer en ocupar la posición de jefa de Estado y jefa de Gobierno en el continente americano, después de Isabel Perón en Argentina, y Lidia Gueiler Tejada en Bolivia.
Formó parte de la Junta de Gobierno de Reconstrucción Nacional después del triunfo de la Revolución Sandinista como miembro independiente durante el primer año de gobierno revolucionario. En 1990 encabezó la coalición UNO, Unión Nacional Opositora, en la que se encuadran la mayoría de partidos opositores al FSLN. Tras el triunfo de la UNO en las elecciones de febrero de 1990 fue presidenta de Nicaragua hasta las elecciones de 1996.
Su esposo fue Joaquín Chamorro, periodista, dueño y director del periódico nicaragüense, La Prensa, opositor al régimen de Anastasio Somoza Debayle y líder de la Unión Democrática de Liberación (UDEL), que fue asesinado.

## Biografía

### Nacimiento y matrimonio
Violeta Barrios nació en la localidad de  Rivas en el departamento del mismo nombre en Nicaragua, el 18 de octubre de 1929, fue una de los siete hijos del matrimonio formado por Carlos Barrios Sacasa y Amalia Torres Hurtado, familia de clase alta de terratenientes nicaragüenses.
Se educó en Estados Unidos, en dos colegios católicos, uno en la ciudad de San Antonio, en Texas, y el otro en la región de Southside del Estado de Virginia, cerca de la ciudad de Richmond, donde estudió secretariado. La muerte de su padre la hizo regresar a Nicaragua sin haber terminado los estudios.
En 1949, con 21 años de edad conoció, durante unas vacaciones, a Pedro Joaquín Chamorro Cardenal que contaba por aquel entonces con 25 años de edad y era miembro de una influyente familia del país. Joaquín Chamorro era el hijo mayor de Pedro Joaquín Chamorro Zelaya, director del periódico La Prensa, descendiente de Fruto Chamorro, primer presidente de la república de Nicaragua en 1854 y nieto de Pedro Joaquín Chamorro, presidente de Nicaragua entre 1875 y 1879. Se casaron el 8 de diciembre de 1950.
El 24 de septiembre de 1951 nació su primer hijo, Pedro Joaquín Chamorro Barrios, que a la postre fue diputado por  Alianza Liberal Nicaragüense (ALN), y la familia se traslada a casa de los padres de Joaquín en el barrio de San Sebastián, en Managua, cerca de la sede del periódico. Poco después se trasladan a una casa en el barrio de La Candelaria y luego pasan a una casa que les regala la madre de Violeta Chamorro en el barrio de Santo Domingo.
En 1952, su marido Pedro Joaquín Chamorro Cardenal, comenzó a dirigir el periódico La Prensa. En 1953 nació su segunda hija Claudia Lucía y la Sociedad Interamericana de Prensa (SIP) lo eligió como miembro. Al año siguiente, en 1954, nació otra niña, Cristiana, y los Chamorro se trasladaron a vivir a Casa Colorada, El Crucero. En 1956 nació su último hijo Carlos Fernando.

### La UNO y el terremoto de 1972
En 1966 su marido Joaquín Chamorro y Fernando Agüero Rocha miembros ambos del Partido Conservador, fundaron la Unión Nacional Opositora (UNO), una coalición de los 5 partidos opuestos al somocismo para ganar las elecciones del 5 de febrero de 1967 contra el General Anastasio Somoza Debayle, hijo de Somoza García y candidato del oficialista Partido Liberal Nacionalista (PLN).
El domingo 22 de enero de 1967 se efectuó la concentración de la UNO en la Plaza de la República de Managua en la que se produjo la masacre de la Avenida Roosevelt cuando la Guardia Nacional disparó contra los concentrados cuando estos se dirigían a la Casa Presidencial de la Loma de Tiscapa para protestar contra el presidente Lorenzo Guerrero Gutiérrez y el general Somoza Debayle.[cita requerida] Se estima que fueron asesinadas entre 1000 y 1500 personas). En estos sucesos Chamorro fue detenido junto con otros opositores. Dos semanas más tarde Somoza Debayle ganó las elecciones y los 31 presos fueron liberados por una amnistía el 4 de marzo de ese mismo año.
El 28 de marzo de 1971, Fernando Agüero Rocha firmó con Somoza el pacto Kupia Kumi (“un solo corazón” en idioma misquito), en el Teatro Nacional Rubén Darío de Managua, por el cual entró a formar parte de la Junta Nacional de Gobierno.
El sábado 23 de diciembre de 1972 se produjo el gran terremoto de Managua, que destruyó la capital del país. Las instalaciones de La Prensa quedan totalmente destruidas y Doña Violeta presta su casa para comenzar de nuevo el periódico mientras se acondicionaba otro local.[cita requerida] Los Chamorro se trasladan al Reparto Las Palmas.

### Asesinato de Pedro Joaquín Chamorro
El 10 de enero de 1978, Pedro Joaquín Chamorro fue asesinado cuando se dirigía a su periódico, siendo enterrado el día 12 de enero. Violeta condena el asesinato y culpa al Gral. Anastasio Somoza Debayle. Violeta Barrios se hizo cargo de la dirección del periódico La Prensa y asume la bandera de lucha por las libertades públicas y los derechos humanos en la línea del Director Mártir Pedro Joaquín Chamorro y, tanto durante el somocismo como en el sandinismo, demanda democracia, justicia y esclarecer el crimen, lo que nunca se logró.
El 11 de junio de 1979 Somoza logró su objetivo más deseado: arrasar La Prensa. Ese mismo día que bombardearon La Prensa, Violeta Barrios aceptó integrar la Junta de Gobierno de Reconstrucción Nacional. 

### En la Revolución
El 19 de julio de 1979 triunfa la Revolución sandinista y pone fin a la dictadura de la familia Somoza, derrocando al tercero de los Somoza, Anastasio Somoza Debayle, se instaura la Junta de Gobierno de Reconstrucción Nacional formada por cinco miembros. Violeta Barrios entra a formar parte de la misma como miembro independiente en representación de la UDEL, junto a ella, conforman la Junta el empresario liberal y miembro del Movimiento Democrático Nicaragüense (MDN) Luis Alfonso Robelo Callejas y los miembros del  Frente Sandinista de Liberación Nacional Moisés Hassan Morales, del sandinista Frente Patriótico Nacional (FPN), el intelectual socialdemócrata Sergio Ramírez Mercado, del Grupo de los Doce y Daniel Ortega Saavedra que ejerció como coordinador y presidente.
El 19 de abril de 1980, Violeta Barrios abandonó la Junta de Gobierno. Desde el diario La Prensa se dedicó a criticar cada política del gobierno sandinista.
En este período, el gobierno estadounidense de Ronald Reagan inició su campaña contra el gobierno sandinista creando y apoyando a los Contras (paramilitares nicaragüenses entrenados y mantenidos por la CIA, la Agencia Central de Inteligencia estadounidense). Violeta Chamorro comenzó a recibir fondos de la Fundación Nacional para la Democracia, un organismo bipartidista financiado por el Congreso estadounidense. El diario La Prensa era acusado de ser títere de la CIA (Agencia Central de Inteligencia), y simpatizante de los Contras. Violeta Chamorro recibía el mote de «vendepatria». En septiembre de 1988, Jim Wright (el presidente de la Cámara de Representantes de los Estados Unidos, en Washington), denunció que la CIA manipulaba al periódico La Prensa y a los partidos políticos de la oposición en Nicaragua. Wright afirmó que el CIA estaba pagando a los grupos opositores en Nicaragua para que exacerbaran las protestas públicas con el fin de provocar la violencia y el derramamiento de sangre por el que los sandinistas fueran culpados por la opinión pública.
Como muchas familias nicaragüenses, Violeta Barrios de Chamorro sufrió la división ideológica de sus hijos: sus dos hijos mayores –Pedro Joaquín y Cristiana, desde Miami– se encontraban en oposición al gobierno sandinista. En cambio, estaban a favor del gobierno sus dos hijos menores: Carlos Fernando, quien llegó a ser director del diario Barricada, órgano de prensa del FSLN) y Claudia Lucía.

## Presidenta de la República de Nicaragua (1990-1997)
Violeta Barrios de Chamorro se fue destacando como figura pública de la oposición con una política proestadounidense. El 29 de mayo de 1989 se refundó la Unión Nacional Opositora (UNO), con el respaldo de EE. UU. y con el objetivo de derrotar al Frente Sandinista de Liberación Nacional (FSLN) en las elecciones generales. La UNO aglutinó a 14 partidos que abarcaban todo el espectro político, incluyendo al Partido Comunista de Nicaragua.[cita requerida] En septiembre de 1989, Violeta Barrios es nominada candidata presidencial.
El 25 de febrero de 1990 se efectuaron las elecciones; las encuestas decían que ganaría el Frente Sandinista de Liberación Nacional (FSLN) con más de la mitad de los votos, sin embargo en la madrugada del día siguiente 26 de febrero el Consejo Supremo Electoral anunció que la Unión Nacional Opositora ganó con el 54% de los votos (777.522), el FSLN tuvo el 40% (579.886), el Movimiento de Unidad Revolucionaria (MUR) 1,10% (16.751) y el resto los otros partidos 1,9%, o sea 28.816. El presidente Daniel Ortega reconoció públicamente su derrota al felicitar a Violeta Barrios de Chamorro. 2 días después, el 27 de febrero, empezaron las negociaciones entre el FSLN y la UNO con la participación del expresidente de Estados Unidos Jimmy Carter, el Secretario General de la Organización de Estados Americanos, João Clemente Baena Soares  y Elliot Richardson, representante del Secretario General de las Naciones Unidas.
Debido a las posiciones extremas de sandinistas y antisandinistas, representantes de la UNO y el FSLN acordaron un Protocolo de Transición. El 19 de abril de 1990, la Contra, paramilitares nicaragüenses sostenidos por la CIA estadounidense anuncia el alto al fuego y el 15 de junio se completa su desarme. El 25 de abril de 1990, Violeta Chamorro tomó posesión de la presidencia de Nicaragua.
Violeta Chamorro mantuvo una disputa con el parlamento debido a las restricciones a los candidatos a la presidencia en las elecciones de 1996, impuestas por las enmiendas aprobadas por la Asamblea Nacional, que impedían su ministro de la Presidencia, Antonio Lacayo, aspirar a la primera magistratura por su parentesco político con la mandataria nicaragüense. Durante su administración, inició lo que ella llamó la «reconstrucción económica del país», apoyada por Estados Unidos.
En 1991 Chamorro puso en marcha un programa de ajustes mediante el cual multiplicó los precios de los bienes de primera necesidad y de las tarifas públicas. Realizó una devaluación del córdoba de un 400 %. La subutilización de la mano de obra de la población económicamente activa alcanzó el 50 % en 1992, y el 52 % en 1994. El desempleo abierto alcanzó casi el 24 % de la fuerza de trabajo (en 1994). Se realiza una devaluación del córdoba de un 400% el mayor de la historia de la moneda. En 1993 se inicia la liberalización del mercado y la privatización de algunas empresas. El desempleo abierto creció considerablemente, en 1994 representó casi el 24% de la fuerza de trabajo. Los cotizantes del seguro social pasaron de ser 261 mil personas. En los años 90, durante la Administración Chamorro, la empresa estatal del ferrocarriles fue clausurada por falta de rentabilidad, y vendida. Fue apoyada por el Banco Mundial y el Fondo Monetario Internacional.
En septiembre de 1991, el Banco Mundial y el Banco Interamericano de Desarrollo condonaron la totalidad de la deuda externa del país.[cita requerida]
Los cotizantes del seguro social pasaron de ser 261 000 personas en 1990 a ser 202 000 en 1994 (una reducción del 23 %). Entre 1990 y 1994, el 16 % de los empleados estatales fueron despedidos.
Durante la administración Chamorro, se le bajó el presupuesto a la empresa estatal de ferrocarriles, lo que produjo una baja en la calidad y cantidad de los servicios. Finalmente fue clausurada por supuesta falta de rentabilidad, y toda la infraestructura (vías, vagones y locomotoras) fue vendida.
Durante la administración Chamorro se inició y se ejecutó un plan de austeridad fiscal, privatización las empresas del Estado y desmantelar los servicios públicos, se desmanteló el ferrocarril nacional. El presupuesto de salud fue recortado a la mitad, lo que provocó que centenares de miles de nicaragüenses quedaran fuera del sistema de salud pública y todo aquel que requería de atención médica tenía que pagar, ya que el servicio fue privatizado. Violeta Barrios de Chamorro pagó 650 millones de dólares en indemnizaciones a empresarios, y 100 millones en exoneraciones a empresas extranjeras de zonas francas.[cita requerida]
Paralelamente Chamorro condonó la deuda de 17 000 millones de dólares de indemnización que debía pagar el gobierno de Estados Unidos a Nicaragua según el fallo dispuesto por la Corte Internacional de Justicia que había condenado a Estados Unidos, por financiar a los contras en los años 80. A consecuencia de las órdenes dictadas por Chamorro, Nicaragua desistió de continuar el procedimiento para tasar la indemnización, e informó de arreglo amistoso con Washington, expertos nicaragüenses consideran que no hubo mandato soberano para renunciar a la indemnización, que fallado el caso era un bien del Estado nicaragüense.
En 1979, Daniel Ortega había encontrado el país con más del 50 % de analfabetismo (el más alto de toda América Latina) por lo que triplicó el presupuesto para la educación, lo que en una década bajó el analfabetismo hasta el 13 %. El cambio en la dirección de la política económica, el gobierno de Chamorro favoreció una economía de libre mercado.
Una de las primeras medidas de Chamorro  fue recortar a la mitad el presupuesto para educación, por lo que en sus seis años de Gobierno el analfabetismo subió desde el 13 % hasta el 35 %. Sin embargo, esta ayuda en buena parte se «filtró» al exterior a través del pago de intereses y amortizaciones sobre la deuda externa. Entre 1991 y 1995, un promedio del 12 % del PIB anual, absorbiendo buena parte de la cooperación externa líquida recibida. A fines de 1995, aún se ostentaba la más alta deuda externa en relación con el PIB, es decir, de cada dólar producido se debían cinco por concepto de la deuda. El modelo de liberalización y apertura llevó a permanentes problemas en la balanza de pagos llevaron a la necesidad de un ajuste fiscal permanente de sesgo recesivo y de poca eficacia para frenar el aumento constante de precios. Dado el enorme servicio devengado de la deuda externa, el flujo de capital no fue suficiente para compensar la brecha de pagos corrientes, lo que originó que la deuda creciera. La desregularización de los mercados financieros y la liberación comercial acelerada, no apoyaron el proceso de estabilización, dificultando encontrar una senda de crecimiento. La liberación financiera, en un contexto de sobrevaluación y fijación monopolista de varios precios claves, ha contribuido al alza de las tasas de Interés, al drenaje de los depósitos de ahorro hacia la fuga de capitales y a priorizar la especulación financiera sobre la inversión productiva.
En el año 1991, Chamorro devaluó el córdoba un 43 por ciento. Para el año 1996, 80 000 empleados públicos habían perdido sus trabajos.
En primer lugar el Gobierno combinó las empresas estatales en un holding denominado CORNAP (Corporaciones Nacionales Públicas) y se dedicó a privatizarlas. El objetivo era obtener capital mediante la privatización del 90 % de las empresas CORNAP en 1993, pero la respuesta fue lenta. A continuación, la administración introdujo el oro Córdoba que puso a la moneda nicaragüense a la par con el dólar estadounidense.
Desde 1991, las medidas de austeridad adoptadas por el Gobierno de Chamorro condujeron a huelgas masivas. Adopta una política monetaria y fiscal restrictiva, reduciendo los aranceles a las importaciones, intentando disminuir el gasto público, e introduciendo una nueva moneda -el Córdoba Oro- indexada al dólar estadounidense, que llevó a una hiperinflación. La inflación aumentó hasta alcanzar el 13.490%, el producto contrayéndose en un 0,1%, y la subutilización de la fuerza de trabajo alcanzando un récord del casi 50% en su primer año. Debido a la caída de la recaudación el gasto público terminó aumentando en ese año, provocando un déficit fiscal del 17,0% del PIB. Mientras que las exportaciones aumentaron levemente, las importaciones lo hicieron aún más como resultado de la reducción masiva de los aranceles.
El déficit comercial se elevó y el PNB se redujo. La devaluación de la moneda, la apertura de las importaciones, la reducción de los presupuestos de educación y de salud causaron el aumento de la pobreza, y las tensiones sociales en aumento.
Con la llegada al poder de Barrios de Chamorro, hizo la aparición de su yerno, Antonio Lacayo, como principal ejecutor de los actos de privatización de los bienes de Estado.
Entre 1993 y 1994 nació la Alianza Liberal (AL) que entre otros partidos incluía al Partido Liberal Constitucionalista (PLC) y al Partido Neoliberal (PALI). En 1995 Antonio Lacayo Oyanguren, yerno de Violeta y ministro de la presidencia, funda el Proyecto Nacional (Pronal). En 1993  Chamorro fue acusada de alta traición y conminada a presentar su dimisión por la mayoría de los partidos de la Unión Nacional Opositora (UNO). Las protestas y manifestaciones contra Chamorro  se masificaron cuando el 29 de diciembre Chamorro decidió cerrar el Parlamento y disolver la presidencia de la Cámara. En enero el presidente de la Asamblea  el diputado Alfredo César fue encarcelado al entrar en el Parlamento y fue expulsado por el Ejército, lo que motivó que el miércoles todos los sectores contrarios al régimen Chamorro, a los que se unieron alcaldes y representantes en todo el país, se manifestarán por las calles de Managua y conminarán, mediante una proclama, a la presidente a traspasar el poder al vicepresidente Godoy, después de calificar su actuación de dictatorial y de golpe de Estado contra el Parlamento. para ese entonces tras años de gobierno de Chamorro un 70% de la población se encontraba en estado crítico de pobreza y el desempleo afectaba al 60% de la población activa del país.
En 1993, la legislatura comenzó a revisar la Constitución para reestructurar el Gobierno del país. Después de un año de discusiones, los cambios se presentaron a la Asamblea Nacional, aprobada en la primera ronda de votación, y pasaron en febrero de 1995. Las reformas a la Constitución estaban destinadas a reducir el poder de la presidencia de Chamorro, e incluyó medidas para transferir la autoridad para imponer impuestos a la legislatura, prohibir el reclutamiento, garantizan los derechos de propiedad, y reducen la sucesión de un titular o de sus familiares cercanos. Chamorro se negó a publicar los cambios en la Gaceta, el boletín oficial, desconociendo la nueva constitución. Los cambios efectuados por la administración Chamorro tuvieron un alto costo en términos sociales y políticos, no sólo para la población, sino también para el Gobierno entrante. El estilo de resolución de los problemas se caracterizó por un constante forcejeo político.

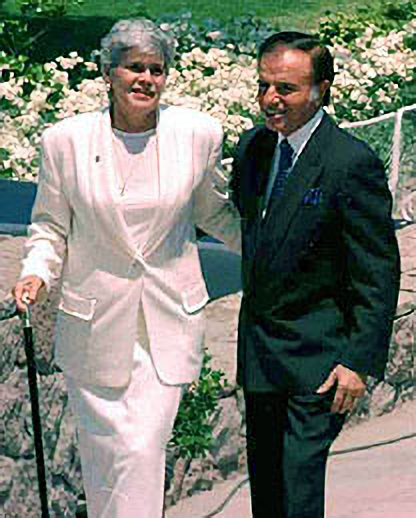
El presidente de Argentina, Carlos Saúl Menem (1930-2021), y la presidenta de Nicaragua, Violeta Chamorro en la IV Cumbre Iberoamericana de Jefes de Estado y de Gobierno, en la ciudad de Cartagena en Colombia en junio de 1994.

Entre 1990 y 1991, Nicaragua fue el país que después de Israel, recibió la mayor ayuda per cápita a nivel mundial. Entre 1991 y 1995 la cooperación externa representó un promedio de 29.9 % del PIB anual. En 1994 sanciona una nueva a Ley Electoral de Partidos Políticos, dando de baja de forma unilateral a más de 47 pequeños partidos opositores, en su mayoría de izquierda al mismo tiempo que aumentó el control estatal sobre los canales de TV y radios dificultando el acceso a ella a candidatos del sandinismo, paralelamente buscó forzar la venta de radios y periódicos locales y pequeños canales de televisión al grupo La Prensa propiedad de la familia Chamorro o a empresarios cercanos a su gobierno.
El 9 de abril de 1984, en La Haya (Países Bajos), el Gobierno sandinista de Nicaragua había solicitado ante la Corte Internacional de Justicia de la ONU abrir un proceso judicial contra Estados Unidos por su apoyo económico y logístico a los Contras. El 27 de junio de 1986, la Corte sentenció a Estados Unidos a pagar 17.000 millones de dólares por 38 000 víctimas civiles y por la destrucción de infraestructura en puertos y represas. En septiembre de 1992, Violeta Chamorro perdonó por decreto esa deuda.
La apertura comercial se orientó al desmantelamiento selectivo de la protección arancelaria para el sector agropecuario y la pequeña y mediana industria. Ello se tradujo en una demanda efectiva hacia mayores importaciones de bienes de consumo, desequilibrando a su vez la balanza de pagos.
Por su parte, en 1996 la pobreza alcanzó el 54 % de la población nacional, y en las zonas rurales llegó al 63 % de la población. Finalizando su gobierno, el ex viceministro de la presidencia Antonio Ibarra fue señalado por la fiscalía responsable, del desvío de un millón de dólares destinados a los fondos de asistencia a los sectores más desfavorecidos, revelando según investigaciones judiciales un mecanismo de desvío de fondos de ayuda internacional extendido durante el gobierno de Chamorro.

## Caso Lacayo
En julio de 1992 estalló el llamado Caso Lacayo, cuando el contralor (interventor) general de la República, Guillermo Potoy, aseguró que el viceministro de la presidencia Antonio Ibarra fue responsable del desvío de un millón de dólares destinados a los fondos de asistencia a los sectores más desfavorecidos. En un informe de 250 páginas, Potoy denunció que los investigadores descubrieron «sustracciones ilegítimas y sin justificación, falsas facturas, empresas inexistentes y testaferros». El caso involucraba a cinco diputados centristas, que recibieron entonces importantes sumas de dinero a cambio de sus votos en el Congreso. El caso también involucraba a Antonio Lacayo, yerno de la presidente, con acusaciones de corrupción desde su ministerio, y de poner obstáculos a la investigación.
El 22 de enero de 1993, Guillermo Potoy destituyó por su implicación en un fraude al yerno de Chamorro, Antonio Lacayo (ministro de la Presidencia y hombre fuerte del Gabinete). Varios de sus ministros quedarían salpicados en diferentes casos de corrupción englobados en el llamado «caso Lacayo». El viceministro de la presidencia, Antonio Ibarra, fue responsable del desvío de un millón de dólares destinados a los fondos de asistencia a los sectores más desfavorecidos.

### Conclusión de su periodo de Gobierno
Sin embargo, el Índice de Desarrollo Humano elaborado por el Programa de Naciones Unidas para el Desarrollo, situó a Nicaragua en el penúltimo lugar de los países de América, solo por encima de Haití. Durante su régimen aumentó la migración a países vecinos (principalmente El Salvador y Costa Rica). Chamorro se mostró incapaz de frenar el aumento de las actividades ilegales, entre ellas el narcotráfico, la trata de personas y la prostitución, que elevaron los niveles de inseguridad ciudadana, convirtiendo a Nicaragua en uno de los primeros países por mayor tasas de homicidios en los años noventa.
Como presidente de Nicaragua, Violeta Barrios de Chamorro fue anfitriona de tres cumbres de presidentes centroamericanos:
- XII Cumbre Ordinaria, en Managua, el 4 y 5 de junio de 1992.
- I Cumbre Ecológica, en Managua, el 12 de octubre de 1994, en la que se firmó la Alianza para del Desarrollo Sostenible.
- XVIII Cumbre Ordinaria, en Montelimar, el 9 de mayo de 1996.[cita requerida]
- la XXIII Asamblea General de la OEA, en junio de 1993.

El 21 de octubre de 1996 se celebraron las elecciones presidenciales, que ganó el alcalde de Managua, Arnoldo Alemán Lacayo (de la Alianza Liberal). El 10 de enero de 1997, Chamorro traspasó el poder a Alemán.

## Después de la presidencia
Perteneció al «Consejo de Presidentes y Primeros Ministros» del Programa de las Américas del Centro Cárter, en la ciudad de Atlanta (Estados Unidos).[cita requerida]
Publicó la autobiografía Sueños del corazón.

### Salud y muerte
Sufría de mala salud y se sometió a varias cirugías para corregir problemas de osteoporosis. Durante su campaña presidencial, usó muletas la mayor parte del tiempo debido a una fractura de rótula a consecuencia de la osteoporosis. Posteriormente, desarrolló un tumor cerebral que la mantuvo alejada de la vida pública.
Violeta Chamorro falleció el 14 de junio de 2025 en San José, Costa Rica. Su familia anunció que sería enterrada en Costa Rica, donde permanecerá "hasta que Nicaragua vuelva a ser una república". Su muerte fue lamentada por el gobierno de Nicaragua que reconoció su contribución a la paz del país.

## Galardones recibidos
- Isaiah Thomas Award en Publicaciones del Rochester Institute of Technology.[36]

- 1991: Premio National Endowment for Democracy, en Washington (Estados Unidos).

- II Premio Brajnovic de la Comunicación otorgado en 1998 por Universidad de Navarra (España).[cita requerida]

- Premio Internacional Liderazgo en Libre Comercio en 2000 por Asociación Mundial de Cámaras de Comercio